# Реакция Патерно — Бюхи
Реакция Патерно-Бюхи — фотохимическое [2+2]-циклоприсоединение алкенов к карбонильным соединениям с образованием оксетанов. Открыта итальянским химиком Эмануэлем Патерно в 1909 году.
В реакцию вступают как ацилические, так и циклические алкены (в том числе и циклические эфиры енолов и кислородные гетероциклические соединения), в качестве карбонильной компоненты могут выступать альдегиды и кетоны, хиноны и α-дикетоны, а также карбонильные соединения с электронакцепторными группами при карбониле — α-кетоэфиры и ацилцианиды.
Реакция проводится в неполярных растворителях (циклогексан, бензол), при облучении ультрафиолетом (обычно ртутной лампой), выходы в реакции составляют 60—90 %.

## Механизм реакции
Начальная стадия реакции — поглощение карбонильной группой кванта ультрафиолетового света и её переход в возбужденное состояние и её взаимодействие с молекулой алкена с образованием эксиплекса — возбужденного комплекса с переносом заряда. Следующей стадией является превращение эксиплекса в 1,4-бирадикал, который далее замыкается в оксетан. Образование таких бирадикалов в условиях реакции Патерно-Бюхи было продемонстрировано экспериментально с использованием кислорода и диоксида серы в качестве ловушек радикалов и выделением продуктов присоединения кислорода к бирадикалам.

## Региоселективность и стереоселективность и реакции
С несимметрично замещенными алкенами образуется смесь изомерных оксетанов, соотношение изомеров зависит от строения карбонильного соединения: в случае ряда алифатических карбонильных соединений возможна высокая стереоселективность, при реакции ароматических карбонильных соединений стереоселективность низка, у ароматических альдегидов предпочтительно образование связи карбонильного кислорода с наименее замещенным атомом углерод-углеродной двойной связи алкена.